# SUN-IN未来ウオーク
SUN-IN未来ウオーク（さんいんみらい-）とは、鳥取県倉吉市を主会場（スタート地点）として行われるウオーキング大会である。山陰では最大規模であり、また中国マーチングリーグに加盟しており、大勢のボランティアスタッフも参加している。また、近年韓国からの参加者（ウオーカー）も多く、日韓交流の架け橋ともなっている稀有な大会である。例年2日間でのべ4,000人の参加者たちが鳥取県中部を歩き、そこでの魅力を（再）発見する。湯梨浜町にある湯梨浜中学校・高等学校、倉吉市にある倉吉幼稚園が団体で参加する。主催はNPO法人未来・日本ウオーキング協会・鳥取県ウオーキング協会・鳥取県中部医師会・新日本海新聞社。
参加種目は、40kmコース、30kmコース、22kmコース、20kmコース、10kmコース、7kmコース、5kmコース、3kmコースがある。（2016年）

## 開催日
- 毎年6月上旬の2日間（せっかくウオークは翌日にある）。

（2013年は、6月15日・16日に開催された。）

## 主会場
- 倉吉パークスクエアふれあい広場
  - 山陰本線倉吉駅下車バス10分

## コース
参加者（ウオーカー）別に、多彩なコース設定がある。（2016年）
- はわい・東郷池コース（30km）
- 三朝温泉コース（20km）
- 川と緑の彫刻コース（10km）
- 川辺と赤瓦白壁土蔵群コース（5km）
- 歩育コース（3km）
- 八犬伝・国鉄廃線跡コース（40km）
- 名探偵コナン・琴浦さんコース（22km）
- 発気揚々倉吉コース（10km）
- 打吹山トレイルコース（7km）
- 赤瓦白壁土蔵群コース（5km）

## シャトルバス
開催期間中、倉吉駅に臨時シャトルバスが倉吉駅から倉吉パークスクエア間に運行されているサービスがある。その間隔は、およそ15分おき。

## 沿道市町村
- 倉吉市
- 湯梨浜町
- 北栄町
- 琴浦町
- 三朝町（2009年はせっかくウオークのみ）

## 歴史
- 2001年：未来ウオーク実行委員会が、倉吉にて「くらよし未来ウオーク」を開催。
- 2002年：「日本海未来ウオーク」に改称
- 2009年：平井伸治鳥取県知事とのタイアップで、ウオーキング立県TOTTORIというコンセプトを打ち出し、また日本ウオーキング協会のバックアップを受け、歩育についてのフォーラムも開催。
- 2010年：「日韓ピースウオーキング」を2か国共同にて開催
- 2011年：「SUN-IN 未来ウオーク」に改称

## 認定・表彰

### 完歩証
- 全ての対象コースを参加・完歩すると完歩証が贈られる。

### 日本マーチングリーグ（JML）
- 1日20km以上（子どもと高齢者は10km以上）の対象コースを2日間完歩すると認定スタンプがもらえる（認定料200円）。規定の回数を参加・完歩すると表彰が受けられる。なお、認定を受ける場合は初日の各コース出発前までに専用のパスポートを認定料とともに係員に預け、最終日の完歩後に預り証と引き換えに認定のスタンプが押されたパスポートを受け取る。専用のパスポートは1000円。

### オールジャパンウォーキングカップ（AJWC）
- 全ての対象コースを2日間完歩すると認定スタンプがもらえる（認定料200円）。規定の回数を完歩すると表彰が受けられる。なお、全都道府県の対象大会を完歩すると、長野県阿智村にある歩楽達人の碑（ウォーキング記念碑）に名前が刻まれる。専用のパスポートは500円。

### 国際（日本）市民スポーツ連盟（JVA・IVV）
- 全ての対象コースを完歩するごとに認定スタンプがもらえる（認定料無料）。規定の回数・距離を完歩すると、その回数・距離に応じて表彰が受けられる。専用のパスポートは参加・距離の記録証がセットで200円。

### 中国マーチングリーグ（CML）
- 10km以上の対象コースを2日間完歩すると認定スタンプがもらえる（認定料無料）。さらに中国地区の認定対象大会全てに参加・完歩すると、参加回数に応じて表彰が受けられる。専用のパスポートは200円。

### その他の認定
- 美しい日本の歩きたくなる道500選